# Emilio Centurión
Emilio Centurión (Buenos Aires, 14 de julio de 1894-Buenos Aires, 26 de diciembre de 1970) fue un pintor argentino.

## Trayectoria

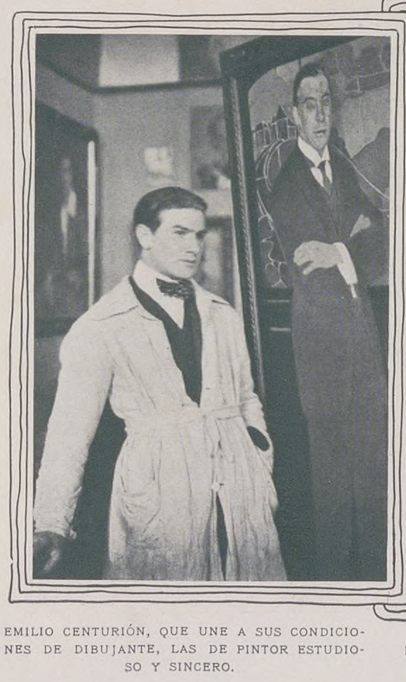
Emilio Centurión en 1917.

Sus primeros estudios los realiza con el pintor italiano Gino Moretti, que fue su maestro entre 1910 y 1912. Luego, continúa su aprendizaje en el Taller Libre que funcionaba en las Salas de la comisión Nacional de Bellas Artes, donde se relaciona con otros pintores de su generación, como Walter de Navazio, Valentín Thibon de Libian y Ramón Silva. Mientras tanto, como medio de subsistencia, trabaja como docente y, también, como dibujante y caricaturista en las revistas "Caras y Caretas" y "Plus Ultra".
En el año 1911 realiza su primer envío al Salón Nacional, que continuarán a lo largo de toda su carrera. A partir de 1920 su obra comienza a ser reconocida: Primer Premio del Salón Nacional por su obra Misia Mariquita; en 1925, Primer Premio en el Salón de Acuarelistas; en 1934, Primer Premio "Adquisición" en el Salón Municipal de Artes Plásticas "Manuel Belgrano"; en 1935, el Gran Premio de Honor en el XXV Salón Nacional, ganado con el óleo Venus Criolla. En 1936, es nombrado miembro titular de la Academia Nacional de Bellas Artes. En 1937, Gran Premio de Honor y Medalla de Oro en la Exposición Internacional de París y, en 1939, Primer Premio en el VII Salón de Viña del Mar.
Ejerció la docencia activamente en la Escuela Nacional de Bellas Artes Manuel Belgrano,  Escuela Nacional de Bellas Artes Prilidiano Pueyrredón, Escuela Superior de Bellas Artes de la Nación Ernesto de la Cárcova y la de la Universidad Nacional de la Pampa.

## Obra
En su producción artística hay un abanico muy amplio de géneros pictóricos: retratos, naturalezas muertas, paisajes y escenas de género. Centurión trabaja en diversos estilos: el naturalismo, la abstracción y un neocubismo de influencia cezanniana. Es en los retratos donde muestra su mayor potencia realizando obras que forman parte de la historia del arte argentino y que lo convierten en uno de los mayores pintores del arte figurativo argentino.